# ハンブルク・フィルハーモニカー
ハンブルク・フィルハーモニカー（ドイツ語: Das Philharmonische Staatsorchester Hamburg）は、ハンブルク州立歌劇場のオーケストラ。ドイツ・ハンブルクに本拠を置く。ハンブルク・フィルハーモニー管弦楽団ともいう。

## 概要

### 沿革
1934年に、いずれも19世紀以来の伝統を持つハンブルク市立劇場とハンブルク・フィルハーモニー演奏協会のオーケストラが合併して発足。

## 歴代首席指揮者等
歴代の指揮者は、ヨーゼフ・カイルベルト、オイゲン・ヨッフム、ヴォルフガング・サヴァリッシュ、ホルスト・シュタイン、アルド・チェッカート、ハンス・ツェンダー、クリストフ・フォン・ドホナーニ、ゲルト・アルブレヒト、インゴ・メッツマッハー、シモーネ・ヤングらが務め、2015年からケント・ナガノがハンブルク州立歌劇場総支配人とハンブルク・フィルハーモニカー音楽総監督を務めている。また名誉指揮者として、ヴォルフガング・サヴァリッシュ（2013年没）を擁していた。
Die Philharmonische Gesellschaft（1828年）
- 1828年 - 1862年: Friedrich Wilhelm Grund
- 1867年 - 1895年: Julius von Bernuth

Vereins Hamburgischer Musikfreunde（1896年）
- 1908年 - 1921年: José Eibenschütz
- 1904年 - 1922年: マックス・フィードラー
- 1922年 - 1933年: カール・ムック

Philharmonisches Staatsorchester Hamburg（1934年）
- 1934年 - 1949年: オイゲン・ヨッフム
- 1951年 - 1959年: ヨーゼフ・カイルベルト, Artistic Director
- 1961年 - 1973年: ヴォルフガング・サヴァリッシュ
- 1973年 - 1976年: ホルスト・シュタイン
- 1976年 - 1982年: アルド・チェッカート
- 1984年 - 1988年: ハンス・ツェンダー, GMD
- 1988年 - 1997年: ゲルト・アルブレヒト, GMD
- 1997年 - 2005年: インゴ・メッツマッハー, GMD
- 2005年 - 2015年: シモーネ・ヤング, GMD
- 2015年 - 2025年（退任予定）: ケント・ナガノ, GMD
- 2025年 - : オメル・メイア・ヴェルバー（ドイツ語版）, 次期首席指揮者,GMD[1]

## 録音
主なレコーディングは、カイルベルトとのベートーヴェン・ブラームス交響曲シリーズ、メッツマッハーとのベルクのオペラ『ヴォツェック』などがあり、最近ではヤングとのブルックナー交響曲シリーズがある。